# اندیس آب شیرین
آب شیرین یک اندیس غیرفلزی است که در حوالی شهر گچساران استان کهگیلویه و بویراحمد قرار دارد و مادهٔ معدنی موجود در آن، مواد اولیه سیمان است.سنگ میزبان این اندیس مارن و آهک است و دیرینگی آن به دوران میوسن می‌رسد. 